# Colombey-les-Deux-Églises
Colombey-les-Deux-Églises – miejscowość i gmina we Francji, w regionie Grand Est, w departamencie Górna Marna. W 2013 roku populacja gminy wynosiła 692 mieszkańców. 
1 stycznia 2017 roku połączono dwie wcześniejsze gminy: Colombey-les-Deux-Églises oraz Lamothe-en-Blaisy. Siedzibą nowej gminy została miejscowość Colombey-les-Deux-Églises, a gmina przyjęła jej nazwę. 
W Colombey  mieszkał, zmarł i został pochowany na miejscowym cmentarzu Charles de Gaulle, jego żona Yvonne i córka Anne. W posiadłości rodziny de Gaulle zwanej La Boisserie, należącej obecnie do syna Charles’a de Gaulle’a, admirała Philippe de Gaulle, znajduje się ekspozycja poświęcona życiu jego ojca Charles’a – premiera rządu Wolnej Francji w czasie II wojny światowej i prezydenta Francji w latach 1958–1969. 